# Casa individuală de pe str. Nicolae Iorga, 4 (Chișinău)
Casa individuală de pe str. Nicolae Iorga, 4 este o clădire amplasată pe str. Nicolae Iorga, 4 în Chișinău, Republica Moldova. Este un monument arhitectural de importanță națională inclus în Registrul monumentelor Republicii Moldova ocrotite de stat cu nr. 136 (municipiul Chișinău). Datează de la sf. sec. XIX – înc. sec. XX.